# Яйма
Вулкан Яйма (ісп. Volcán Llaima) — один з найбільших та найактивніших вулканів в Чилі, розташований за 82 км від міста Темуко і за 663 км від Сантьяго, в межах національного парку Конґуіїо. Активність вулкану задокументована з 17 століття і складається з кількох окремих епізодів помірного рівню активності з окремими лавовими потоками.
Належить до стратовулканів.
| Чилі | Це незавершена стаття з географії Чилі. Ви можете допомогти проєкту, виправивши або дописавши її. |